# Guambuyaco
La subregión de Guambuyaco es una de las 13 subregiones del departamento colombiano de Nariño.
Comprende los municipios de El Peñol, El Tambo, La Llanada y Los Andes, que abarcan un total de 1 764 kilómetros cuadrados.

## Población
En 2015 la población comprendía un total de 43 859 habitantes, que correspondían al 2,64 % del total del departamento de Nariño; de estos, 15 038 estaban ubicados en el sector urbano y 28 821 en el sector rural. En cuestión de género el 51 % eran hombres y el 49 % mujeres.

## Economía
Las principales actividades económicas están basadas en el sector agropecuario, destacándose el cultivo del café, plátano, maíz, yuca, fique, caña panelera y frutales; igualmente es importante la explotación de los ganados bovino, porcino, equino y otras especies menores. También cabe resaltar la actividad minera.